# Congreso de los Sóviets de Toda Bielorrusia
El Congreso Panbielorruso de los Sóviets (en bielorruso: Усебеларускі зьезд Саветаў; en ruso: Всебелорусский съезд Советов) fue el órgano estatal supremo del poder legislativo de la República Socialista Soviética de Bielorrusia entre 1919 y 1937. Fue convocado por el Comité Ejecutivo Central Panbielorruso. En total hubo 12 convocatorias del Congreso Panbielorruso de los Sóviets.

## Descripción
El 13 de diciembre de 1920, comenzó a funcionar el 2º Congreso Panbielorruso de los Sóviets de Trabajadores, Campesinos, Laboristas y del Ejército Rojo. El Congreso aprobó enmiendas a la Constitución de la URSS de 1919 y un tratado de paz anterior entre Polonia y la RSFS de Rusia sobre la división de Bielorrusia. El congreso también pidió la conversión de las instituciones estatales en el idioma bielorruso.

## Poderes
El 3 de febrero de 1919, el 1er Congreso Panbielorruso de los Sóviets aprobó la Constitución de la Unión Soviética, cuyo artículo 6 decía que "el poder supremo en la República Socialista Soviética de Bielorrusia pertenece al Congreso Panbielorruso de los Sóviets". La Constitución de la URSS contenía el capítulo 2 "Construcción del poder soviético" sobre el Congreso de los Sóviets de Obreros, Campesinos y Soldados de Toda Bielorrusia, que tenía 6 artículos (17-22). Según el artículo 18, “El Congreso Panbielorruso de los Sóviets es convocado por el Comité Ejecutivo Central al menos dos veces al año ". Según el artículo 20, "El Congreso de los Sóviets elige a la Comisión Electoral Central a no más de 50 personas". Al mismo tiempo, el artículo 21 disponía que "el Comité Ejecutivo Central Panbielorruso es plenamente responsable ante el Congreso Panbielorruso de los Sóviets". El 17 de diciembre de 1920, el 2do Congreso de los Sóviets aprobó enmiendas a la Constitución de la URSS, según las cuales "el Congreso Panbielorruso de los Sóviets está formado por representantes de los ayuntamientos por 1 diputado de 2000 votantes, del volost y el condado congresos a razón de 1 diputado por cada 10.000 habitantes ". Al mismo tiempo, “las ciudades que no tienen concejos, o donde por circunstancias técnicas no se puede contabilizar con precisión el número de votantes, se eligen a través de congresos, es decir, 1 delegado por cada 10.000 habitantes. El Congreso de los Sóviets de Toda Bielorrusia era convocado por la Comisión Electoral Central para su declaración o a petición de los soviéticos de localidades que suman 2/3 de la población ". 
El 11 de abril de 1927, el 8 ° Congreso de los Sóviets de Bielorrusia adoptó la Ley Fundamental de la República Socialista Soviética de Bielorrusia, en el quinto artículo que estipulaba; que "ninguna autoridad, excepto el Congreso de los Sóviets, el Comité Ejecutivo Central de la RSS de Bielorrusia, su Presídium y el Consejo de Comisarios del Pueblo, no tiene derecho a emitir actos legislativos de importancia nacional en el territorio de la RSS de Bielorrusia ". Según el artículo 21, “todos los ciudadanos de la República Socialista Soviética de Bielorrusia tienen derecho a utilizar libremente su lengua materna". La Ley Fundamental de la RSS de Bielorrusia contenía el Capítulo 2 "Sobre los temas del Congreso de los Sóviets de Bielorrusia y la CCA de la RSS de Bielorrusia", que consta de 24 y 25 artículos. De acuerdo con el artículo 24, el Congreso de los Sóviets de Bielorrusia está sujeto a: a) establecer, complementar y enmendar los principios básicos de la Ley Fundamental de la RSS de Bielorrusia y la aprobación final de las enmiendas parciales a la Constitución de la RSS de Bielorrusia b) resolver de acuerdo con la Constitución de la URSS los problemas de cambio de las fronteras de la RSS de Bielorrusia. El artículo 25 mencionaba que “el Congreso de los Sóviets de Bielorrusia y la CCA de los Sóviets de la RSS de Bielorrusia están sujetos a cuestiones de importancia nacional, tales como:
- a) gestión general de toda la política y la economía nacional de la RSS de Bielorrusia;
- b) división administrativa del territorio RSS de Bielorrusia ;
- c) establecimiento de acuerdo con la legislación de la URSS del plan de toda la economía nacional y sus ramas separadas en el territorio de la RSS de Bielorrusia;
- d) establecimiento de conformidad con la Constitución y la legislación de la URSS de impuestos , tasas e ingresos no tributarios estatales y locales , así como la celebración de préstamos externos e internos de la RSS de Bielorrusia;
- e) aprobación de los códigos de leyes de la RSS de Bielorrusia de acuerdo con la Constitución de la URSS;
- e) el derecho a amnistías generales y privadas , así como el derecho de rehabilitación en el territorio de la RSS de Bielorrusia, de las personas condenadas por los órganos judiciales y administrativos de la RSS de Bielorrusia;
- g) cancelación de resoluciones de congresos distritales de consejos que violen esta Constitución o resoluciones de los órganos supremos de la RSS de Bielorrusia;
- h) resolución de todas las cuestiones no referidas a la competencia de la Unión de acuerdo con la Constitución de la URSS, que el Congreso de los Sóviets de Bielorrusia o la CEC de la RSS de Bielorrusia reconocen como sujetas a su resolución ".[3]

La Ley Fundamental de la RSS de Bielorrusia de 1927 también contenía el Capítulo 3 "Sobre el Congreso de los Sóviets de Bielorrusia" que consta de 5 artículos (26-30). Según el artículo 26, "si el congreso distrital de consejos no precede al Congreso de los Sóviets de toda Bielorrusia, los diputados son elegidos directamente por los congresos distritales de consejos". Según el artículo 28, "El Congreso Panbielorruso de los Sóviets (UBZS) es convocado por la CCA de la RSS de Bielorrusia al menos una vez cada 2 años". El artículo 29 disponía que "una UBZS extraordinaria es convocada por la CEC de la RSS de Bielorrusia tanto por iniciativa propia como a petición de los consejos o congresos de los ayuntamientos, que representan al menos 1/3 de la población total de la RSS de Bielorrusia". Según el artículo 30, "UBZS elige representantes en el Consejo de Nacionalidades de la CCA de la URSS ". Según el artículo 42, "El Consejo de Comisarios del Pueblo es responsable ante la UBZS y la CEC de la RSS de Bielorrusia".

## Congresos
- I Congreso de los Sóviets de Toda Bielorrusia (1919)
- II Congreso de los Sóviets de Toda Bielorrusia (1920)
- III Congreso de los Sóviets de Toda Bielorrusia (1921)
- IV Congreso de los Sóviets de Toda Bielorrusia (1922)
- V Congreso de los Sóviets de Toda Bielorrusia (1924)
- VI Congreso de los Sóviets de Toda Bielorrusia (1924)
- VII Congreso de los Sóviets de Toda Bielorrusia (1925)
- VIII Congreso de los Sóviets de Toda Bielorrusia (1926)
- IX Congreso de los Sóviets de Toda Bielorrusia (1929)
- X Congreso de los Sóviets de Toda Bielorrusia (1931)
- XI Congreso de los Sóviets de Toda Bielorrusia (1935)
- XII Congreso de los Sóviets de Toda Bielorrusia (1936-1937)